# HIP 57274
HIP 57274 – gwiazda typu widmowego K położona w gwiazdozbiorze Wielkiej Niedźwiedzicy, odległa o 84 lata świetlne od Ziemi. Podobnie jak Słońce należy do ciągu głównego, jednak jest od niego mniejsza i chłodniejsza.
W 2011 roku, w ramach projektu HARPS, ogłoszono odkrycie trzech planet orbitujących HIP 57274. Najbliższą jej planetą jest superziemia o masie 11,44 mas Ziemi, krążąca w odległości zaledwie 0,07 j.a., a wykonanie tak małej orbity zajmuje planecie b tylko 8 dni. Następne obiekty to gazowe olbrzymy. Obie mają masy zbliżone do połowy Jowisza (odpowiednio 0,41 i 0,527 masy Jowisza). Dzieli je niemal 1 jednostka astronomiczna. HIP 57274 c krąży około 0,178 j.a. od gwiazdy w czasie 32 dni, natomiast maksymalna odległość HIP 57274 d to 1,01 j.a. Na takie okrążenie planeta potrzebuje aż 431 dni.